# 6766 Kharms
6766 Kharms este un asteroid din centura principală de asteroizi.

## Descriere
6766 Kharms este un asteroid din centura principală de asteroizi. A fost descoperit pe 20 octombrie 1982 la Observatorul de Astrofizică din Crimeea de Liudmila Karacikina. El prezintă o orbită caracterizată de o semiaxă mare de 2,69 ua, o excentricitate de 0,17 și o înclinație de 3,2° în raport cu ecliptica.